# 完全交叉環
可換環論の完全交叉環（かんぜんこうさかん、英: complete intersection ring）とは、完全交叉する代数多様体の座標環のような性質を持つように定義された可換環のことである。簡単にいうと、必要最小限の個数の関係式で定義可能な局所環と考えられるものである。完交環ともいう。
ネーター局所環については次の包含関係が成り立つ。
強鎖状環 ⊃ コーエン・マコーレー環 ⊃ ゴレンシュタイン環 ⊃ 完全交叉環 ⊃ 正則局所環

## 定義
完全交叉環とは、ネーター局所環であって完備化が正則局所環の正則列で生成されたイデアルによる商になっているもののことをいう。完備化を取るのは、すべての局所環が正則局所環の商になるわけではないことからくる、少し技術的な事情による。代数幾何学で現れるほとんどの局所環は正則局所環の商なので、その場合には完全交叉環の定義において完備化を取る必要はない。
正則局所環への埋め込みを使わず次のように内在的に定義することも可能である。R をネーター局所環、その極大イデアルを m とするとき、m/m2 の次元を R の埋込み次元といい、emb dim (R) と書く。m/m2 の極小生成系に関してのコシュール複体のホモロジーを H(R) と書く。これは次数付き環になっている。同型を除いてこれは R のみから決まり、m の生成元の取り方に依らない。H1(R) の次元を ε1 と書き、これを R の第1差異という。これは、R が正則なとき、かつそのときに限りゼロになる。ネーター局所環は、埋込み次元が次元と第1差異の和になるとき、つまり
emb dim(R) = dim(R) + ε1(R)
であるとき、完全交叉環と定義しても同値である。
完全交叉局所環には次のような再帰的な特徴づけもあり、これを定義として使うことも可能である。R を完備ネーター局所環とする。R の次元が0より大きく、x を極大イデアルの要素で零因子ではないものとすると、R が完全交叉環であることと R/(x) がそうであることは同値である。極大イデアルのすべての要素が零因子なら R は完全交叉環ではない。次元0の環 R が完全交叉環となるのは、極大イデアルのフィッティング・イデアルがゼロではないとき、かつそのときに限る。この次元0の完全交叉環の特徴づけはWiebe (1969)で示された。

## 例
- 正則局所環は完全交叉環。しかし逆は正しくない。環 {\displaystyle k[x]/(x^{2})} は0次元の完全交叉環であるが正則ではない。

- 完全交叉環はゴレンシュタイン環。しかし逆は正しくない。環 {\displaystyle k[x,y,z]/(x^{2},y^{2},xz,yz,z^{2}-xy)} は0次元のゴレンシュタイン環だが、完全交叉環ではない。